# Saelices
Saelices település Spanyolországban, Cuenca tartományban. Saelices Almonacid del Marquesado, Almendros, Villarrubio, Uclés, Rozalén del Monte, Campos del Paraíso, Huete és El Hito községekkel határos. Lakosainak száma 464 fő (2024).

## Népesség
A település népessége az utóbbi években az alábbiak szerint változott:
| Lakosok száma | 675  | 649  | 640  | 650  | 659  | 559  | 547  | 483  | 459  | 464  |
|               | 2001 | 2004 | 2006 | 2009 | 2011 | 2014 | 2016 | 2019 | 2021 | 2024 |